# Radio offshore
Une radio offshore, est une station de radio qui diffuse ses programmes depuis un bateau radio ou une plate-forme maritime, habituellement situés dans les eaux internationales. La majorité étaient des radios pirates, que ce mode d'installation et de diffusion mettait à l'abri des règlementations nationales sur l'audiovisuel. 

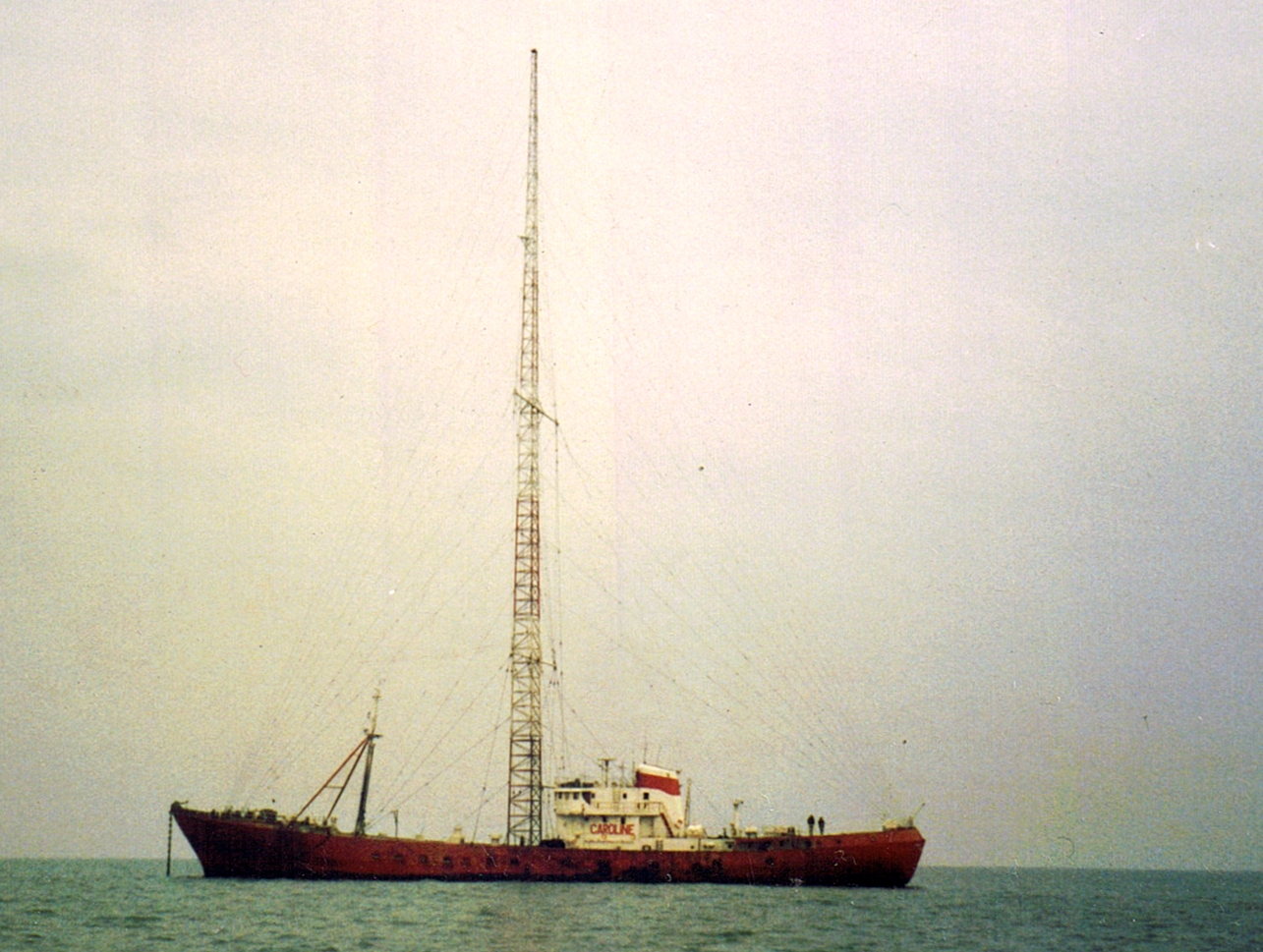
Depuis un bateau ancré dans les eaux internationales de la Mer du Nord au large du Royaume-Uni de 1964 à 1990, la radio pirate « Radio Caroline » retransmettait en continu, essentiellement des programmes interdits de musique anglo-saxonnes, sur les petites ondes « PO ».

## Historique
L'idée d'émettre des signaux radiophoniques depuis la mer avait été largement diffusée par la radio d'État américaine Voice of America, qui avait intensivement utilisé cette pratique entre 1942 et 1952, pendant la Seconde Guerre mondiale et au début de la guerre froide, afin d'atteindre des territoires de l'Axe puis des pays soviétiques en Asie.
Des radios pirates offshore ont émis au large de plusieurs pays européens (Belgique, Pays-Bas, Suède…) mais aussi de Nouvelle-Zélande, Israël, et même, bien que de façon plus ponctuelle, des États-Unis.